# Спорт у Бугарској
Спорт у Бугарској има широку традицију.

## Олимпијске игре
Бугарска је учесник и на Летњим и на Зимским олимпијским играма, а њено прво учествовање датира од првих модерних Летњих олимпијских игара 1896. године, када је земљу представљао швајцарски гимнастичар Шарл Шампо. Од тада је Бугарска учествовала на већини Летњих олимпијских игара, а освојила је укупно 214 медаља: 51 златну, 85 сребрних и 78 бронзаних. Најуспешнија учешћа била су 1972. (21 медаља), 1976. (22 медаље), 1980. (41) и 1988. (35). На Зимским олимпијским играма Бугарска има мање импресиван рекорд: 6 медаља (од којих је само једна златна) од 19 учешћа.
Међу најистакнутијим спортистима на Олимпијским играма су: Марија Гроздева (стрељаштво), Екатерина Дафовска (биатлон), Армен Назарјан (рвање), Стефка Костадинова (скок у вис, носилац светског рекорда од 1987), Јорданка Донкова (100 m, рекорд од 1988), Јордан Јовчев (гимнастика), Нешка Робева (гимнастика) и Румјана Нејкова (веслање).
Рвање је најуспешнија дисциплина. Бугарски рвачи су освојили укупно 68 медаља: 16 златних, 32 сребрне и 20 бронзаних. Дизање тегова је други најуспешнији спорт са укупно 36 медаља. Ово је један од бугарских спортова са највише приоритета са око 1000 златних медаља на различитим такмичењима, иако су случајеви допинга били чести међу бугарским дизачима тегова, што је довело до избацивања целокупног бугарског тима са Летњих олимпијских игара 2000. и њиховог добровољног повлачења са Летњих олимпијских игара 1988. Олимпијске власти одузеле су медаља бројним бугарским дизачима тегова 2004. и цео тим се повукао 2008. Стефан Ботев, Николај Пешалов, Демир Демирев, Асен Златев, Благој Благоев и Јото Јотов су међу најуспешнијим дизачима тегова. Наим Сулејманоглу, етнички Турчин, првобитно се обучавао и такмичио за Бугарску, пре него што је почео да се такмичи за Турску.
Стрељаштво се показао међу најјачим бугарским дисциплинама. Марија Гроздева и Тању Кирјаков освојили су злато. Екатерина Дафовска освојила је олимпијско злато у биатлону на Зимским олимпијским играма 1998, док је Евгениа Раданова најуспешнија бугарска учесница на Зимским олимпијским играма са три медаље у брзом клизању на кратким стазама.

## Фудбал
Фудбал је најпопуларнији спорт у Бугарској. Многи становници редовно прате највишу бугарску лигу, која је тренутно позната као Прва лига, као и лиге других европских земаља. Највећи успех репрезентације је освојено четврто место на Светском првенству 1994. у Сједињеним Америчким Државама.
Димитар Бербатов се сврстава међу најпознатије бугарске фудбалере. Од сезоне 2012—2013. игра за Фулам. Такође је провео четири сезоне у Манчестер јунајтед, где је убацио прва два гола за тим, победивши са 3:0 у УЕФА Лиги Шампиона 30. септембра 2008. Георги Аспарухов, надимка Гунди (1943—1971), такође је постао изузетно популаран у земљи и иностранству, освајајући награду бугарског фудбалера №1 за двадесети век. Христо Стоичков је постао најпознатији бугарски фудбалер свих времена. Његова каријера је достигла врхунац између 1992. и 1995. године, док је играо за Барселону, освојивши Златну лопту 1994. Поред тога, појавио се на Фифа 100 ранг листи. Тројица Бугара освојили су награду Златна копачка: Христо Стоичков, Георги Славков и Петар Жеков.
ЦСКА Софија је један од два најбоља бугарска фудбалска клуба. Левски Софија постао је први бугарски тим који је учествовао у модерној УЕФА Лиги шампиона 2006—2007. Славија Софија, Локомотива Софија и Литекс често су играли у УЕФА Лиги Европе. У новије време, Лудогорец Разград постао је доминантан тим земље, са континуираним низом од шест врхунских титула (2012—17). Остали популарни клубови су Ботев Пловдив, Черно Море и Локомотива Пловдив.

## Одбојка
Бугарска представља једну од водећих одбојкашких репрезентација у Европи и свету. Налази се на четвртом место на свету према ФИВБ ранг листи. Бугарска је освојила сребрне медаље на Летњим олимпијским играма 1980, Светском првенству 1970. и Европском првенству 1951, као и бројне бронзане медаље, укључујући и Светски куп 2007. у Јапану. Међу најпопуларнијим бугарским одбојкашима су Пламен Константинов, Матеј Казијски и Владимир Николов.

## Рагби јунион
Рагби јунион у Бугарској датира из 1960-их, можда и раније. Бугарска такође има своје међународне тимове. Међународни рагби одбор од 8. октобра 2007. Бугарску рангира на 90. место широм света. Регистровано је 3026 рагби играча. Рагби савезом у Бугарској управља бугарска рагби федерација, која је основана 1962.

## Остали спортови

### Ритмичка гимнастика
Марија Гигова и Марија Петрова освојиле су по три светске титуле у ритмичкој гимнастици. Међу осталим познатим гимнастичаркама су Симона Пејчева и Нешка Робева (такође веома успешан тренер). Бугарске ритмичке гимнастичарке биле су нарочито успешне током 1980-их, формирајући генерацију гимнастичара познатих као Златне девојке Бугарске. Јордан Јовчев је најпознатији бугарски такмичар у спортској гимнастици. У рвању, Бојан Радев, Серафим Барзаков, Армен Назариан, Пламен Славов, Кирил Сираков и Сергеј Морејко сврставају се у рваче светске класе.

### Рвање
Дан Колов је постао легенда рвања почетком 20. века док је живео у Сједињеним Америчким Државама. Од 1576 утакмица има 75 забележених пораза.

### Атлетика
Бугари су постигли многа значајна достигнућа у атлетици. Стефка Костадинова, која и даље држи светски рекорд у скоку увис, прескочила је 209 cm на Светском првенству у атлетици на отвореном у Риму 1987. године. Јорданка Донкова скоро 28 година била светска рекордерка на 100 метара са препонама са 12,21 секунде. Рекорд је забележен у Старој Загори 21. августа 1988. године и до данас није оборен. Такође има рекорд европског првенства 12,38 секунди, постигнут у истој дисциплини. Успешни спринтери су Ивет Лалова-Колио и Тезџан Наимова.

### Шах
Шах је постигао велику популарност. Један од најбољих мајстора шаха и бивши светски првак, Веселин Топалов, игра за Бугарску. Крајем 2005. имали су мушке и женске светске шампионе у шаху, као и јуниорске прваке.

### Уметничко клизање
Албена Денкова и Маким Стависки су два пута заредом освајали Светско првенство у уметничком клизању (2006. и 2007).

### Тенис
Бугари су такође постигли велике успехе у тенису. Сестре Малејеве: Катерина, Мануела и Магдалена, биле су међу првих десет на светској ранг листи и постале су једине три сестре које су истовремено сврстане у првих десет. Међу осталим познатим тенисерима су Цветана Пиронкова, Гренд слем полуфиналиста и двоструки Гренд слем четвртфиналиста, Сесил Каратанчева, и Григор Димитров, двоструки јуниорски гренд слем шампион, полуфиналиста Вимблдона 2014, полуфиналиста Отвореног првенства Аустралије 2017. и шампион финала Тенис мастерс купа 2017.

### Планинарење
Бојан Петров је бугарски зоолог и планинар, запослен у Националном природњачком музеју у Софији. Од јула 2016. попео се на 8000 m, без додатног кисеоника. Ово постигнуће чини га бугарским алпинистом са највећим достигнутим врхом преко 8000 m.

### Пливање
Петар Стојчев поставио је нови светски рекорд пливања преласком Ламанаша 2007.

### Рвачки спортови
Бугарска је постигла велики успех са џудо и карате тимовима на Европским и Светским првенствима. Котушу Кацунори је постао познат широм света по својој сумо храбрости, постајући први Европљанин који је у Јапану стекао титулу Ōzeki. Бугарска је такође освојила неколико европских шампионата у суму и често је међу најбољим такмичарима у овом спорту.

### Крикет
Бугарска крикет репрезентација постала је придружени члан Међународног крикет савета 2017. године.

### Кошарка
Бугарска је требала бити домаћин Светског првенства до 17 година између 4. и 12. јула 2020. али је одложено због пандемије COVID-19 и биће испитане могућности одржавања 2021.